# Contre-la-montre féminin aux championnats du monde de cyclisme sur route 2023
Le contre-la-montre féminin aux championnats du monde de cyclisme sur route 2023 a lieu le 10 août 2023 sur 36,4 kilomètres à Stirling, au Royaume-Uni. Il est remporté par l'Américaine Chloé Dygert.

## Parcours
Le départ et l'arrivée ont lieu à Stirling, ville bordée par le fleuve Forth, située en amont d'Édimbourg et à une soixantaine de kilomètres à l'ouest de la capitale écossaise.
Le parcours campagnard situé à l'ouest de la ville est assez plat et comprend plusieurs longues lignes droites. Dans les douze derniers kilomètres, les coureuses ont à franchir trois petites bosses de longueurs de 400 à 600 mètres avant d’entamer la montée finale vers le château de Stirling d'un peu moins d’un kilomètre avec une pente moyenne de 5,8 % sur une chaussée pavée pour les 400 derniers mètres.

## Favorites
En l'absence de la double tenante du titre, la Néerlandaise Ellen van Dijk, qui attend un enfant, les favorites sont la Suissesse Marlen Reusser, la Nerlandaise Demi Vollering et l'Américaine Chloé Dygert. Les autres prétendantes aux médailles, sont l'Australienne Grace Brown, les Françaises Cédrine Kerbaol et Juliette Labous, l'Italienne Vittoria Guazzini et la Néerlandaise Riejanne Markus,.

## Récit de la course
La grande favorite Marlen Reusser abandonne en cours de parcours sans raison apparente. Chloé Dygert, pourtant annoncée malade, partie assez tôt dans l'ordre des partantes, maintient la tête du classement jusqu'à la fin. Grace Brown, malgré un meilleur final, termine deuxième. Le podium est complété par la surprenante Christina Schweinberger. Demi Vollering termine à une décevante sixième place.

## Classement
| Rang                               | Cycliste                  | Pays                      | Temps            |
| ---------------------------------- | ------------------------- | ------------------------- | ---------------- |
| Médaille d'or, Coupe du Monde      | Chloé Dygert              | États-Unis                | 46 min 59,80 s   |
| Médaille d'argent, Coupe du Monde  | Grace Brown               | Australie                 | + 5,67 s         |
| Médaille de bronze, Coupe du Monde | Christina Schweinberger   | Autriche                  | + 1 min 12,95 s  |
| 4                                  | Anna Henderson            | Grande-Bretagne           | + 1 min 15,05 s  |
| 5                                  | Juliette Labous           | France                    | + 1 min 22,47 s  |
| 6                                  | Demi Vollering            | Pays-Bas                  | + 1 min 27,79 s  |
| 7                                  | Agnieszka Skalniak-Sójka  | Pologne                   | + 1 min 38,01 s  |
| 8                                  | Amber Neben               | États-Unis                | + 1 min 51,78 s  |
| 9                                  | Riejanne Markus           | Pays-Bas                  | + 2 min 07,55 s  |
| 10                                 | Georgie Howe              | Australie                 | + 2 min 26,02 s  |
| 11                                 | Antonia Niedermaier       | Allemagne                 | + 2 min 27,46 s  |
| 12                                 | Eugenia Bujak             | Slovénie                  | + 2 min 29,01 s  |
| 13                                 | Cédrine Kerbaol           | France                    | + 2 min 35,31 s  |
| 14                                 | Elizabeth Holden          | Grande-Bretagne           | + 2 min 45,21 s  |
| 15                                 | Anna Kiesenhofer          | Autriche                  | + 2 min 53,84 s  |
| 16                                 | Emma Norsgaard            | Danemark                  | + 2 min 56,93 s  |
| 17                                 | Julie de Wilde            | Belgique                  | + 3 min 06,59 s  |
| 18                                 | Mieke Kröger              | Allemagne                 | + 3 min 07,40 s  |
| 19                                 | Olivia Baril              | Canada                    | + 3 min 11,34 s  |
| 20                                 | Georgia Williams          | Nouvelle-Zélande          | + 3 min 11,39 s  |
| 21                                 | Teniel Campbell           | Trinité-et-Tobago         | + 3 min 12,65 s  |
| 22                                 | Lauren Stephens           | États-Unis                | + 3 min 27,08 s  |
| 23                                 | Elena Hartmann            | Suisse                    | + 3 min 28,64 s  |
| 24                                 | Alessia Vigilia           | Italie                    | + 3 min 40,25 s  |
| 25                                 | Paula Findlay             | Canada                    | + 3 min 40,66 s  |
| 26                                 | Olga Zabelinskaya         | Ouzbékistan               | + 3 min 42,61 s  |
| 27                                 | Cecilie Uttrup Ludwig     | Danemark                  | + 3 min 44,54 s  |
| 28                                 | Valeriya Kononenko        | Ukraine                   | + 3 min 45,02 s  |
| 29                                 | Urška Žigart              | Slovénie                  | + 3 min 59,83 s  |
| 30                                 | Kelly Murphy              | Irlande                   | + 4 min 01,99 s  |
| 31                                 | Dana Rožlapa              | Lettonie                  | + 4 min 08,05 s  |
| 32                                 | Vittoria Guazzini         | Italie                    | + 4 min 16,31 s  |
| 33                                 | Georgia Perry             | Nouvelle-Zélande          | + 4 min 33,86 s  |
| 34                                 | Anniina Ahtosalo          | Finlande                  | + 4 min 35,82 s  |
| 35                                 | Marta Lach                | Pologne                   | + 4 min 40,38 s  |
| 36                                 | Petra Zsankó              | Hongrie                   | + 4 min 41,68 s  |
| 37                                 | Diana Peñuela             | Colombie                  | + 4 min 43,77 s  |
| 38                                 | Nora Jenčušová            | Slovaquie                 | + 5 min 00,37 s  |
| 39                                 | Antri Christoforou        | Chypre                    | + 5 min 04,03 s  |
| 40                                 | Eliska Kvasničková        | Tchéquie                  | + 5 min 18,06 s  |
| 41                                 | Agua Marina Espínola      | Paraguay                  | + 5 min 29,95 s  |
| 42                                 | Sandra Alonso             | Espagne                   | + 5 min 35,89 s  |
| 43                                 | Sara Martín               | Espagne                   | + 5 min 40,67 s  |
| 44                                 | Ella Wyllie               | Nouvelle-Zélande          | + 5 min 46,72 s  |
| 45                                 | Caitlin Conyers           | Bermudes                  | + 5 min 53,14 s  |
| 46                                 | Febe Jooris               | Belgique                  | + 5 min 54,04 s  |
| 47                                 | Rotem Gafinovitz          | Israël                    | + 5 min 57,09 s  |
| 48                                 | Zanri Rossouw             | Afrique du Sud            | + 6 min 01,71 s  |
| 49                                 | Nina Berton               | Luxembourg                | + 6 min 07,16 s  |
| 50                                 | Kristýna Burlová          | Tchéquie                  | + 6 min 15,38 s  |
| 51                                 | Tetiana Yashchenko        | Ukraine                   | + 6 min 19,41 s  |
| 52                                 | Hafdís Sigurðardóttir     | Islande                   | + 6 min 22,91 s  |
| 53                                 | Lotta Henttala            | Finlande                  | + 6 min 23,57 s  |
| 54                                 | Catalina Anais Soto       | Chili                     | + 6 min 33,97 s  |
| 55                                 | Rinata Sultanova          | Kazakhstan                | + 6 min 41,54 s  |
| 56                                 | Fernanda Anabel Yapura    | Argentine                 | + 6 min 47,96 s  |
| 57                                 | Lu Siying                 | Chine                     | + 6 min 56,53 s  |
| 58                                 | Selam Amha Gerefiel       | Éthiopie                  | + 6 min 56,61 s  |
| 59                                 | Aurelie Halbwachs         | Maurice                   | + 7 min 39,91 s  |
| 60                                 | Diane Ingabire            | Rwanda                    | + 7 min 42,35 s  |
| 61                                 | Makhabbat Umutzhanova     | Kazakhstan                | + 8 min 24,43 s  |
| 62                                 | Margarita Misyurina       | Ouzbékistan               | + 8 min 25,17 s  |
| 63                                 | Cui Yuhang                | Chine                     | + 8 min 39,90 s  |
| 64                                 | Annibel Emilia Prieto     | Panama                    | + 8 min 55,01 s  |
| 65                                 | Yang Qianyu               | Hong Kong                 | + 9 min 10,09 s  |
| 66                                 | Fariba Hashimi            | Afghanistan               | + 9 min 18,23 s  |
| 67                                 | Leung Wing Yee            | Hong Kong                 | + 9 min 23,07 s  |
| 68                                 | Kristin Edda Sveinsdóttir | Islande                   | + 9 min 41,94 s  |
| 69                                 | Nesrine Houili            | Algérie                   | + 10 min 07,68 s |
| 70                                 | Elena Petrova             | Macédoine du Nord         | + 10 min 15,27 s |
| 71                                 | Skye Davidson             | Zimbabwe                  | + 10 min 32,50 s |
| 72                                 | Luciana Roland            | Argentine                 | + 10 min 47,39 s |
| 73                                 | Ayustina Delia Priatna    | Indonésie                 | + 10 min 56,26 s |
| 74                                 | Dunja Ivanova             | Macédoine du Nord         | + 11 min 10,08 s |
| 75                                 | Abigail Sarabia           | Bolivie                   | + 11 min 23,52 s |
| 76                                 | Awa Bamogo                | Burkina Faso              | + 12 min 44,53 s |
| 77                                 | Fanny Cauchois One        | Laos                      | + 13 min 12,80 s |
| 78                                 | Julia Miruigu             | Kenya                     | + 14 min 00,97 s |
| 79                                 | Grace Ayuba               | Nigeria                   | + 16 min 46,80 s |
| 80                                 | Mary Samuel               | Nigeria                   | + 17 min 27,00 s |
| 81                                 | Helen Mitchell            | Zimbabwe                  | + 18 min 11,10 s |
| 82                                 | Florence Nakagwa          | Zimbabwe                  | + 18 min 49,35 s |
| 83                                 | Arefa Amini               | Afghanistan               | + 21 min 49,44 s |
| 84                                 | Masomah Ali Zada          | Équipe UCI des réfugiées  | + 22 min 46,66 s |
| 85                                 | Olympia Maduro Fahie      | Îles Vierges britanniques | + 26 min 11,83 s |
|                                    | Marlen Reusser            | Suisse                    | Abandon          |